# Ибн Абидин
Муха́ммад Ами́н ибн У́мар ад-Дима́шки более известный как Ибн Абиди́н (араб. ابن عابدين‎; 1784, Дамаск, совр. Сирия — 1836, там же) — исламский богослов, один из самых выдающихся мусульманских правоведов (факихов) Османской империи. Автор 54 трудов: по фикху, тафсирам Корана, опровержению сект и течений. Его самая известная работа была «Радд аль-Мухтар аля ад-Дурр аль-Мухтар» до сих пор считается лучшей книгой по ханафитскому мазхабу.

## Биография
Его полное имя Мухаммад Амин ибн Умар ибн Абду-ль-Азиз Абидин аль-Матуриди аль-Ханафи ад-Димашки. Родился в 1784 году в Сирии. Происходил из рода пророка Мухаммеда (сеид). Занимался торговлей вместе со своим отцом. С детства проявлял стремление к знаниям, выучил наизусть Коран. У известного в то время специалиста Шейха аль-Курры Саида аль-Хамави он изучал правильное чтение Корана (таджвид). Затем он изучал шафиитский мазхаб. У Саида Мухаммада Шакира Салими он изучал толкования Корана (тафсиры), предания пророка Мухаммеда (хадисы) и социальные науки. По рекомендации Халида аль-Багдади он перешел в ханафитский мазхаб. Наряду с традиционными исламскими науками, Ибн Абидин изучил также калам и суфизм.
Первые свои религиозные труды Ибн Абидин стал писать в семнадцать лет. Ещё при жизни своих учителей он стал известным учёным. Отличался своими ортодоксально-суннитскими убеждениями. Жил в строгом соответствии с Сунной пророка Мухаммада.
Ибн Абидин является одним из самых авторитетных ханафитских улемов XIX века. Его книга по фикху «Дурр-уль-Мухтар» является одной из самых авторитетных в ханафитском мазхабе. В этой книге собраны все известные ему правовые предписания (хукмы) по всем вопросам от факихов различных поколений. Помимо этой книги Ибн Абидин является автором других работы в области мусульманского права, комментарии к тафсирам Корана, опровержения воззрений различных исламских сект и течений.

## Труды
- 1) Рад аль-мухтар аля ад-дурр аль-мухтар رد المحتار على الدر المختار (Наставление сбитых с толку к изысканной жемчужине) - это самая полная и авторитетная книга по ханафитскому фикху в современном мире. Эта книга - «хашия» (аннотированный комментарий) к труду исламского правоведа Аля ад-Дина аль-Хаскафи (1616-1677) الدر المختار في شرح تنوير الأبصار «Ад-дурр аль-мухтар фи шарх танвир аль-абсар». Он широко считается основным источником фетв в ханафитской школе суннитского права. Ученые Индийского субконтинента часто называют Ибн Абидина «аш-Шами» (т.е. Сирийский), а эту хашию — «аш-Шамийя» или فتاویٰ شامی «Фатава Шами» (Сборник сирийских фетв). Это объёмное произведение было переведено на различные языки, в том числе на турецкий и урду. Оригинальное арабское издание состоит из 8 томов. В целом текст охватывает широкий спектр тем мусульманского права, включая пять столпов ислама, брак, развод, торговлю, джихад, наследование и другие аспекты мусульманской жизни.
- 2) Аль-укуд ад-дуррийя фи танкыхи аль-фатава аль-Хамидийя العقود الدرية في تنقيح الفتاوى الحامدية (Нить жемчуга: пересмотр\исправление фетв шейха Хамида) – трактат, посвященный анализу и разбору фетв ханафитского муфтия Дамаска шейха Хамида ибн Али ибн Ибрахима аль-Имади (1692-1758). Опубликовано в двух томах.
- 3) Хаваши аля тафсир аль-Байдави حواشي على تفسير البيضاوي – (Сборник аннотированных комментариев     на тафсир Байдави) – разбор тафсира имама Кадыя аль-Байдави (ум.1286). Ибн     Абидин сделал так, чтобы в них были только те моменты, которые не упоминал ни один другой муфассир (толкователь Корана).
- 4) Хашия аля ифадату аль-анвар шарх аль-манар  حاشية إفاضة الأنوار على أصول المنار (Комментарии на книгу Аля ад-Дина аль-Хаскафи «Пролитие света на сияющий маяк»
- 5) Хашия аля шарх ат-такрир ва ат-тахбир фи усуль ли-ибн Амир аль-Хаджи شرح التقرير و التحبير فى اصول لابن أمير الحاج (Комментарии на книгу «Разъяснение к толкованию речей и сочинений по вопросам основ\принципов исламского знания Ибн Амира аль-Хаджи). Ибн Амир аль-Хаджи (1422-1474)  – известный ханафитский факих и хафиз из Сирии, учившийся в Египте.
- 6) "Фатава фи-ль-фикх ли-ль-Ханафи» الفتوى فى الفقه للحنفي - содержит около сотни постановлений (фетв), помимо тех, что приведены в другом его сборнике «Маджмуат расаиль Ибн Абидин». Она также известна как أجوبة محققة «Аджвибатун Мухаккикат».
- 7) Аль-Фаваид аль-мухассасат би ахакями кяй аль-хуммасат الفوائد المخصصة بأحكام كي الحمصة - труд по медицине. Об изобретении нового способа извлечения гноя из нарывов и абсцессов с помощью нута. Ибн Абидин объединил две отдельные монографии на эту тему со своими дополнениями. Первая الأحكام الملخصة في حكم ماء الحمصة — «Аль-ахкям аль-муляххисат фи хукми ма-а аль-хуммасат» египетского ханафитского шейха Хасана бин Аммара аш-Шурунбуляли (994-1069), а вторая الملخصة في حكم كي الحمصة الأبحاث — «Аль-абхас аль-муляххисат фи хукми кайй аль-хуммасат» сирийского ханафитского шейха Абдуль Гани ан-Наблуси (1641-1731). Он завершил рукопись в 1833 г.
- 8) Рафа ат-тараддуд фи акди аль-асабиг инда ат-ташаххуд  رفع التردد في عقد الاصابع عند التشهد - сборник высказываний ханафитских имамов о вопросе поднимания в намазе указательного пальца во время ташаххуда. Труд завершен в 1833 г.
- 9) Шифа-а аль-алиль ва баль аль-галиль фи хукмиль васыйяти биль хитмати ва ат-тахалиль شفاء العليل وبل الغليل في حكم الوصية بالختمات والتهاليل – трактат о действиях мусульман и состоянии государства во время чумы в Дамаске.
- 10) Танбих зави аль-афхам аля ахкями ат-таблиги хальф аль-имам تنبيه ذوى الأفهام على أحكام التبليغ خلف الإمام – трактат с объяснениями, касающееся человека, который громко повторяет такбиры имама во время намаза (для усиления такбиров, мукаббира). Труд завершен в 1811 г.
- 11) Танбих аль-гафиль валь васнан аля ахкями хиляль Рамадан تنبيه الغافل والوسنان على أحكام هلال رمضان.  - собрание канонических постановлений, касающиеся новолуния, а также определения времени Рамадана, согласно всем четырём мазхабам. Труд завершен в 1824 г.
- 12) Макамат фи мадх аш-шейх Шакир аль-Аккад مقامات في مدح الشيخ شاكر العقاد (Статьи восхваления шейха Шакира аль-Аккада) – сборник хвалебных заметок и благодарных сообщений, посвященных учителю Ибн Абидина – шейху Мухаммаду Шакиру аль-Аккаду ас-Салими аль-Умари.
- 13) Танбих аль-вуляти ва аль-хуккям аля ахками шатами хайри аль-анам ау ахада асхабихи аль-кирам. تنبيه الولاة والحكام على أحكام شاتم خير الأنام أو أحد أصحابه الكرام. Книга написана в ответ шейху Абдусаттару аль-Атаси, в виде критике его некоторых воззрений; также добавлена информация об истории сподвижников пророка. Труд завершен 1822 г.